# Ferdinando II Filippo Gonzaga
Ferdinando II Filippo Gonzaga (1º dicembre 1643 – 27 febbraio 1672) è stato un nobile italiano.

## Biografia
Era figlio del condottiero Scipione Gonzaga e di Maria Mattei.
Alla morte del padre, avvenuta a San Martino dall'Argine nel 1670, ereditò il titolo e nel 1671 ottenne la conferma dell'investitura dall'imperatore Leopoldo I. Fu investito anche del Ducato di Sabbioneta senza però ottenerne il possesso.

## Ascendenza
|                                                           |                       |                                                                          | Genitori                                                                     |  |  | Nonni |  |  | Bisnonni                                             |  |  | Trisnonni                                                       |  |
|                                                           |                       |                                                                          |                                                                              |  |  |       |  |  | 8. Carlo Gonzaga, signore di San Martino dall'Argine |  |  | 16. Pirro Gonzaga, signore di Bozzolo e San Martino dall'Argine |  |
|                                                           |                       |                                                                          |                                                                              |  |  |       |  |  | 8. Carlo Gonzaga, signore di San Martino dall'Argine |  |  | 16. Pirro Gonzaga, signore di Bozzolo e San Martino dall'Argine |  |
|                                                           |                       | 17. Camilla Bentivoglio                                                  |                                                                              |  |  |       |  |  | 8. Carlo Gonzaga, signore di San Martino dall'Argine |  |  |                                                                 |  |
| 4. Ferrante Gonzaga, marchese di Gazzuolo                 |                       |                                                                          |                                                                              |  |  |       |  |  | 8. Carlo Gonzaga, signore di San Martino dall'Argine |  |  |                                                                 |  |
|                                                           |                       | 9. Emilia Cauzzi Gonzaga                                                 | 18. Federico II Gonzaga, duca di Mantova e marchese del Monferrato           |  |  |       |  |  |                                                      |  |  |                                                                 |  |
|                                                           |                       | 9. Emilia Cauzzi Gonzaga                                                 | 18. Federico II Gonzaga, duca di Mantova e marchese del Monferrato           |  |  |       |  |  |                                                      |  |  |                                                                 |  |
|                                                           |                       | 9. Emilia Cauzzi Gonzaga                                                 | 19. Isabella Boschetti                                                       |  |  |       |  |  |                                                      |  |  |                                                                 |  |
| 2. Scipione Gonzaga, II principe di Bozzolo               |                       | 9. Emilia Cauzzi Gonzaga                                                 |                                                                              |  |  |       |  |  |                                                      |  |  |                                                                 |  |
|                                                           |                       | 10. Alfonso I Gonzaga, V conte di Novellara, Bagnolo e Cortenuova        | 20. Alessandro I Gonzaga, II conte di Novellara, Bagnolo e Cortenuova        |  |  |       |  |  |                                                      |  |  |                                                                 |  |
|                                                           |                       | 10. Alfonso I Gonzaga, V conte di Novellara, Bagnolo e Cortenuova        | 20. Alessandro I Gonzaga, II conte di Novellara, Bagnolo e Cortenuova        |  |  |       |  |  |                                                      |  |  |                                                                 |  |
|                                                           |                       | 10. Alfonso I Gonzaga, V conte di Novellara, Bagnolo e Cortenuova        | 21. Costanza da Correggio                                                    |  |  |       |  |  |                                                      |  |  |                                                                 |  |
| 5. Isabella Gonzaga di Novellara                          |                       | 10. Alfonso I Gonzaga, V conte di Novellara, Bagnolo e Cortenuova        |                                                                              |  |  |       |  |  |                                                      |  |  |                                                                 |  |
|                                                           |                       | 11. Vittoria di Capua                                                    | 22. Giovanni Tommaso di Capua, I marchese della Torre Francolise             |  |  |       |  |  |                                                      |  |  |                                                                 |  |
|                                                           |                       | 11. Vittoria di Capua                                                    | 22. Giovanni Tommaso di Capua, I marchese della Torre Francolise             |  |  |       |  |  |                                                      |  |  |                                                                 |  |
|                                                           |                       | 11. Vittoria di Capua                                                    | 23. Faustina Colonna                                                         |  |  |       |  |  |                                                      |  |  |                                                                 |  |
| 1. Ferdinando II Filippo Gonzaga, III principe di Bozzolo |                       | 11. Vittoria di Capua                                                    |                                                                              |  |  |       |  |  |                                                      |  |  |                                                                 |  |
|                                                           | 12. Alessandro Mattei | 24. Ciriaco Mattei                                                       |                                                                              |  |  |       |  |  |                                                      |  |  |                                                                 |  |
|                                                           | 12. Alessandro Mattei | 24. Ciriaco Mattei                                                       |                                                                              |  |  |       |  |  |                                                      |  |  |                                                                 |  |
|                                                           | 12. Alessandro Mattei | 25. Giulia Matuzzi                                                       |                                                                              |  |  |       |  |  |                                                      |  |  |                                                                 |  |
| 6. Asdrubale Mattei, I marchese di Giove                  | 12. Alessandro Mattei |                                                                          |                                                                              |  |  |       |  |  |                                                      |  |  |                                                                 |  |
|                                                           |                       | 13. Emilia Mazzatosta                                                    | 26. Tuccio Mazzatosta                                                        |  |  |       |  |  |                                                      |  |  |                                                                 |  |
|                                                           |                       | 13. Emilia Mazzatosta                                                    | 26. Tuccio Mazzatosta                                                        |  |  |       |  |  |                                                      |  |  |                                                                 |  |
|                                                           |                       | 13. Emilia Mazzatosta                                                    | 27. Claudia Orsini                                                           |  |  |       |  |  |                                                      |  |  |                                                                 |  |
| 3. Maria Anna Mattei                                      |                       | 13. Emilia Mazzatosta                                                    |                                                                              |  |  |       |  |  |                                                      |  |  |                                                                 |  |
|                                                           |                       | 14. Alfonso I Gonzaga, V conte di Novellara, Bagnolo e Cortenuova (= 10) | 28. Alessandro I Gonzaga, II conte di Novellara, Bagnolo e Cortenuova (= 20) |  |  |       |  |  |                                                      |  |  |                                                                 |  |
|                                                           |                       | 14. Alfonso I Gonzaga, V conte di Novellara, Bagnolo e Cortenuova (= 10) | 28. Alessandro I Gonzaga, II conte di Novellara, Bagnolo e Cortenuova (= 20) |  |  |       |  |  |                                                      |  |  |                                                                 |  |
|                                                           |                       | 14. Alfonso I Gonzaga, V conte di Novellara, Bagnolo e Cortenuova (= 10) | 29. Costanza da Correggio (= 21)                                             |  |  |       |  |  |                                                      |  |  |                                                                 |  |
| 7. Costanza Gonzaga                                       |                       | 14. Alfonso I Gonzaga, V conte di Novellara, Bagnolo e Cortenuova (= 10) |                                                                              |  |  |       |  |  |                                                      |  |  |                                                                 |  |
|                                                           |                       | 15. Vittoria di Capua (= 11)                                             | 30. Giovanni Tommaso di Capua, I marchese della Torre Francolise (= 22)      |  |  |       |  |  |                                                      |  |  |                                                                 |  |
|                                                           |                       | 15. Vittoria di Capua (= 11)                                             | 30. Giovanni Tommaso di Capua, I marchese della Torre Francolise (= 22)      |  |  |       |  |  |                                                      |  |  |                                                                 |  |
|                                                           |                       | 15. Vittoria di Capua (= 11)                                             | 31. Faustina Colonna (= 23)                                                  |  |  |       |  |  |                                                      |  |  |                                                                 |  |
|                                                           |                       | 15. Vittoria di Capua (= 11)                                             |                                                                              |  |  |       |  |  |                                                      |  |  |                                                                 |  |